# Лангер, Иржи
Иржи Лангер (чеш. Jiří Langer; 4 апреля 1894, Прага, Австро-Венгрия — 12 марта 1943, Тель-Авив, Палестина) — чешский и еврейский прозаик и поэт.

## Биография
Иржи Лангер родился в просвещённой еврейской семье. Был младшим из трёх сыновей. Учился в чешской школе. В юности увлёкся мистицизмом и в 1913 году примкнул к белзскому направлению хасидизма. Во время первой мировой войны бежал с хасидским двором своего ребе, Иссохар Дов Рокеахом из Белзa в Венгрию. Был призван на военную службу, но позже освобождён по состоянию здоровья. Позднее увлёкся психоанализом. Работал в школе учителем, параллельно изучая взаимосвязи фрейдистского психоанализа и каббалы. Результатом его изысканий была первая опубликованная книга Лангера «Die Erotic der Kabbala».
Иржи занимался переводами средневековой еврейской поэзии на чешский язык, а также собирал хасидский фольклор. В 1937 году он издал книгу, принесшую ему известность — «Девять врат». Это произведение, описывающее хасидский мир изнутри, было уникальным в чешской литературе.
В начале второй мировой войны Иржи бежал в Словакию, откуда после долгих злоключений ему удалось через Стамбул попасть в Палестину. Во время этой эвакуации Лангер заболел нефритом, который через несколько лет привёл к его смерти. Последняя книга стихов «Немного бальзама» (ивр. מעט צורי‎, Меат Цори) была написана им на иврите во время его пребывания в Палестине. Она была издана в 1943 году, когда писатель уже находился при смерти.
Иржи Лангер скончался в марте 1943 года от хронического нефроза и был похоронен на тель-авивском кладбище.

## Семья
- Старший брат Иржи, Франтишек Лангер — известный чешский писатель и публицист.

## Избранные произведения
- «Die Erotic der Kabbala» (1923)
- «Девять врат» (1937)
- «Песни отверженных» (1939)
- «Немного бальзама» (1943)